# Заручье (сельское поселение Заклинье)
Заручье  — деревня в Рамешковском районе Тверской области.

## География
Находится в восточной части Тверской области на расстоянии приблизительно 12 км на север-северо-восток по прямой от районного центра поселка Рамешки.

## История
Известна с 1627-1629 годов как пустошь. В 1859 году 24 двора, в 1887 – 30. В советское время работали колхозы «Большевистская весна», им. Кирова и «Путь Ленина». В 2001 году 19 домов принадлежали постоянным жителям, а 11 наследникам и дачникам. До 2021 года входила в состав сельского поселения Заклинье до его упразднения. 

## Население
Численность населения: 145 человек (1859 год), 157 (1887), 283 (1936), 53 (1989, русские 26%, карелы 69%), 21 (русские 28 %, карелы 67%) в 2002 году, 22 в 2010.